# Gregory Hoblit
Gregory King Hoblit (Abilene, 27 novembre 1944) è un regista, produttore televisivo e produttore cinematografico statunitense.

## Biografia
Nato in Texas, ma cresciuto in California, inizia la sua carriera a Chicago producendo alcuni talk show, in seguito lavora molto per la televisione, producendo e dirigendo le serie tv Hill Street giorno e notte, L.A. Law - Avvocati a Los Angeles e NYPD Blue, aggiudicandosi svariati premi tra cui un Emmy.
La sua prima regia per il grande schermo risale al 1996 con Schegge di paura.
È sposato dal 1994 con l'attrice Debrah Farentino da cui ha avuto una figlia, Sophie (1995), che Gregory ha voluto nel film Il caso Thomas Crawford.

## Filmografia
- Schegge di paura (Primal Fear) (1996)
- Il tocco del male (Fallen) (1998)
- Frequency - Il futuro è in ascolto (Frequency) (2000)
- Sotto corte marziale (Hart's War) (2002)
- Il caso Thomas Crawford (Fracture) (2007)
- Nella rete del serial killer (Untraceable) (2008)

## Premi e riconoscimenti
- Primetime Emmy Awards
  - 1987 - Migliore regia di una serie drammatica - L.A. Law - Avvocati a Los Angeles (L.A. Law), episodio Pilot